# Eastern Canada Amateur Hockey Association
Eastern Canada Amateur Hockey Association (kratica ECAHA) je bila moška amaterska, kasneje profesionalna, hokejska liga v Kanadi. Potekala je štiri sezone. Ustanovljena je bila 11. decembra 1905. Ustanovnih klubov je bilo šest: štiri iz lige CAHL in dva iz lige FAHL. Ustanovitev ECAHA je bila predvsem poskus, da bi v eni ligi tekmovala najboljša moštva iz obeh lig. Drugi namen ustanovitve je bilo zvišanje proračuna vse bolj priljubljenega športa in konkurenčnost profesionalizmu v športu. Liga je svoj amaterski status izgubila v sezoni 1909, kar je vodilo do razkola na kanadska amaterska moštva, ki so tekmovala za Allan Cup, in profesionalna moštva, ki so tekmovala za Stanleyjev pokal. Skladno s tem se je liga v svoji zadnji sezoni imenovala ECHA in ne ECAHA (izpustili so pridevnik »Amateur« - »Amaterska«). ECAHA je bila ukinjena leta 1909 zaradi spora med lastniki moštev glede poslovnih vprašanj in pojava moštva Renfrew Millionaires. 

## Zgodovina

### Ustanovitev
Redno srečanje lige CAHL je potekalo 9. decembra 1905. Na tem srečanju je bilo določeno, da se bo liga poskusila združiti z ligo FAHL. 11. decembra je bilo oznanjeno, da bo združitev privedla do ustanovitve nove lige - lige ECAHA. CAHL je prenehala z delovanjem, medtem ko je FAHL še vztrajala. Izvoljen je bil prvi izvršilni odbor:

### Izvršilni odbor
- Howard Wilson, Montreal (predsednik)
- G. P. Murphy, Ottawa (1. podpredsednik)
- Dr. Cameron, Montreal (2. podpredsednik)
- James Strachan, Wanderers (tajnik-blagajnik)

20. decembra pa sta bili podpredsedniški mesti ukinjeni in tajnik-blagajnik je postal William Northey iz Podjetja Montreal Arena. 
Leta 1906 je liga dovolila moštvom, da redno uporabljajo profesionalne igralce in leta 1908 je bila liga preimenovana v Eastern Canada Hockey Association (kratica ECHA). Novembra 1909 so štiri moštva naznanila svoj odhod iz ECHA. Tri od njih so ustanovila liga CHA, ki je potekala le do januarja 1910. Sledila je združitev z ligo NHA. 

### Prvenstveni pokal
Srebrn prvenstveni pokal je ligi darovalo Podjetje Montreal Arena. Ko so ga Wanderersi osvojili od 1906 do 1908 trikrat, jim je bil pokal podeljen za stalno. Pokal je trenutno del razstave v stavbi Hokejskega hrama slavnih lige NHL v Torontu. 

## Moštva
V 4 sezonah je sodelovalo 6 različnih moštev: 
- Montreal Hockey Club
- Montreal Shamrocks
- Montreal Victorias
- Montreal Wanderers
- Ottawa Hockey Club
- Quebec Bulldogs

## Pregled sezon
| Sezona  | Moštva | Prvak                                                                               |
| ------- | --- | ----------------------------------------------------------------------------------- |
| 1906    | Montreal Hockey Club, Montreal Shamrocks, Montreal Victorias, Montreal Wanderers†‡, Ottawa Hockey Club†‡, Quebec Bulldogs | Ottawa in Wanderersi izenačeni po točkah Wanderersi zmagali po dvotekemski končnici |
| 1907    | Montreal HC, Montreal Shamrocks, Montreal Victorias, Montreal Wanderers†, Ottawa HC, Quebec HC                            | Wanderers (po točkah)                                                               |
| 1907/08 | Montreal HC, Montreal Shamrocks, Montreal Victorias, Montreal Wanderers†, Ottawa HC, Quebec HC                            | Wanderers (po točkah)                                                               |
| 1909    | Montreal Shamrocks, Montreal Wanderers, Ottawa HC†, Quebec HC                                                             | Ottawa (po točkah)                                                                  |

† Zmagovalci Stanleyjevega pokala. 
‡ Ottawa in Wanderersi se obravnavajo za zmagovalce Stanleyjevega pokala leta 1906. 